# Xidi
Xidi es una localidad situada en el sur de la provincia china de Anhui. Junto con la villa de Hongcun fue declarada en 2000 por la Unesco Patrimonio de la Humanidad con la denominación de antiguos poblados del sur de Anhui.
El pueblo, llamado antiguamente Xichuan (río del oeste) debido a los cursos de agua que lo cruzan, prosperó gracias a la familia Hu que se instaló en el año 1047. En 1465 esta familia entró en el mundo de los negocios con éxito, lo que provocó un rápido aumento de la población así como la construcción de destacados edificios, tanto públicos como privados. Entre ellos se encuentran los puentes Huiyuan y Gulai.
A partir de mediados del siglo XVII, la influencia de los miembros de la familia Hu se extendió, pasando del comercio a la política. La prosperidad de Xidi llegó a su punto máximo en los siglos XVIII y XIX, con más de 600 residencias. Empezó a declinar hacia el final de la dinastía Qing al desintegrarse el sistema feudal.
Xidi, situado en una zona montañosa, recibe tres cursos de agua que proceden del norte y del este y que se unen bajo el puente Huiyan, situado al sur del pueblo. Una calle principal y dos calles paralelas, conectadas por estrechas avenidas, cruzan la villa de este a oeste. Una serie de pequeños espacios abiertos sirven de acceso a los principales edificios públicos como la sala del respeto, la sala de la reminiscencia o el arco de triunfo del gobernador.
Las numerosas residencias construidas durante las dinastías Ming y Qing destacan por su arquitectura, formada por una estructura de madera y paredes de ladrillos, así como por sus decoraciones talladas. La mayoría de ellas se construyeron a lo largo de uno de los tres cursos de agua que cruzan el pueblo.